# 利佐訥河
利佐訥河（法語：Lizonne，法語發音：[lizɔn]），上游部分称尼佐訥河（Nizonne，[nizɔn]），是法國的河流，位於該國西南部，屬於德羅訥河的右支流，河道全長60.5公里，流域面積640平方公里，平均流量每秒5.28立方米，發源自索圣昂热勒，河口處在圣塞沃兰和阿勒芒之間。

## 外部連結
- http://www.geoportail.fr（页面存档备份，存于）
- The Lizonne at the Sandre database（页面存档备份，存于）